# Lenticula
Lenticula (plurale: lenticulae) era un termine utilizzata in esogeologia per descrivere formazioni geologiche presenti superficie ghiacciata di Europa, uno dei quattro satelliti maggiori di Giove, dalla forma circolare o ellittica (non necessariamente regolare).
Alcune di queste lenticulae sono avvallamenti del terreno, altre sono simili a cupole, altre ancora sono semplicemente regioni di superficie più scure rispetto al territorio circostante.
È stato osservato che la parte superiore delle cupole sembra essere costituita da materiale simile rispetto a quello del terreno pianeggiante circostante: questo suggerisce che la loro origine sia da ricondursi a un moto di sollevamento della superficie, causato ad esempio da diapiri di ghiaccio meno freddo, che risalgono attraverso i ghiacci perenni della crosta di Europa, analogamente a quanto il magma fa sui pianeti di tipo terrestre.
Le regioni pianeggianti ma più scure delle aree circostanti potrebbero invece essere il risultato della solidificazione di acqua liquida che per qualche motivo è fuoriuscita in superficie attraverso i ghiacci della crosta. Esistono infine zone della superficie del satellite formate da lenticulae irregolari e di colore più chiaro rispetto al terreno circostante: potrebbe trattarsi di piccoli frammenti di crosta intrappolati dal ghiaccio della superficie dopo un suo parziale scioglimento. Queste regioni sono considerate caotiche.
Il termine è stato derubricato dall'IAU nel 2019, senza che fosse mai stato ufficialmente utilizzato per la nomenclatura di alcuna specifica caratteristica ufficiale.